# Militair

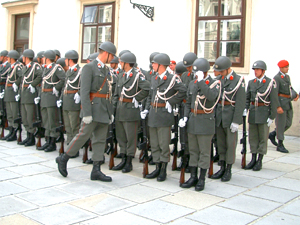
Oostenrijkse militairen

Een militair is een persoon die diensten verricht in dienst van een krijgsmacht van een erkende staat, meestal het vaderland.
Indien een boven genoemd persoon niet in dienst is van een erkende staat, spreekt men over een huursoldaat, strijder, rebel en in sommige gevallen zelfs van een terrorist; organisaties met zulke personen heten doorgaans militie. Ter onderscheid worden niet-militairen als burger aangeduid. Er is een grijs gebied tussen militair en burger, waarover de Geneefse Conventies duidelijkheid proberen te geven.
Als een militair zich vrijwillig heeft aangemeld spreekt men over een beroepsmilitair. Als zij tot militaire dienst verplicht zijn door hun nationale wetgeving, dan spreekt men van een dienstplichtige. Elke Nederlandse militair valt onder de Nederlandse krijgstucht.
Militair kan (als bijvoeglijk naamwoord) ook "van de krijgsmacht" betekenen.
Om het aantal militairen aan te duiden wordt ook wel het woord troepen gebruikt.

## Vrouwelijke militairen
In de meeste westerse landen, zoals Nederland en België, zijn er zowel mannelijke als vrouwelijke militairen. In het Belgische leger werden pas in 1975 de eerste vrouwelijke militairen in dienst genomen.

### Vrouwenafdelingen
De Nederlandse luchtmacht heeft sedert 1 november 1951 vrouwelijke militairen in dienst in de Luva, de Luchtmacht Vrouwenafdeling. Ook andere krijgsmachtdelen hadden soortgelijke vrouwenafdelingen Milva, de Militaire Vrouwenafdeling en Marva, de Marine Vrouwenafdeling. Deze afdelingen werden op 1 januari 1982 formeel opgeheven en volledig geïntegreerd in de betreffende krijgsmachtonderdelen.

### Diversiteitenbeleid
Tegenwoordig behoren vrouwen even goed als mannen tot het defensiepersoneel van het Nederlandse leger. In wervingscampagnes worden ook vrouwen aangesproken. Hiermee voert Defensie het door de overheid verplicht gestelde diversiteitenbeleid uit. Zo zou het leger een getrouwer afspiegeling van de maatschappij gaan vormen. Ook mensen met een migratieachtergrond worden aangetrokken om een functie te vervullen in het Nederlandse leger.

## Militaire hiërarchie
De militaire hiërarchie wordt onderverdeeld in categorieën.

### Belgische militaire hiërarchie
- De hoogste categorie is deze van de officieren. Deze worden op hun beurt onderverdeeld in drie subcategorieën, namelijk de Opperofficieren, de Hoofdofficieren en de Lagere officieren.
- De middelste categorie is deze van de onderofficieren. Ook deze worden (in België) onderverdeeld in subcategorieën, namelijk de Hoofdonderofficieren, de Keuronderofficieren en de Lagere onderofficieren.
- De laagste categorie is deze van de vrijwilligers onderverdeeld in keurvrijwilligers en lagere vrijwilligers.

### Nederlandse militaire hiërarchie
- De hoogste categorie is deze van de officieren. Deze worden op hun beurt onderverdeeld in drie subcategorieën, namelijk de vlagofficier / opperofficieren, de hoofdofficieren en de subalterne officieren.
- De middelste categorie is deze van de onderofficieren.
- De laagste categorie is deze van de manschappen